# 威廉·富尔顿
威廉·埃德加·富尔顿 （英語：William Edgar Fulton，1939年8月29日—）是一位美国数学家，研究领域为代数几何。

## 教育和职业生涯
富尔顿于1961年获布朗大学学士学位，并且于1966年在Gerard Washnitzer的指导下获普林斯顿大学博士学位，博士论文为《代数曲线的基本群》。他从1965至1970年在普林斯顿大学和布兰迪斯大学工作。1970年起，他开始在布朗大学授课。1987年转至芝加哥大学授课。1998至2011年，他一直担任密歇根大学教授。
富尔顿是《代数曲线》和《表示论》等经典教材的作者，并因此而闻名。

## 奖项和荣誉
1996年，富尔顿因出版《交点理论》获得斯蒂尔奖。富尔顿是美国国家科学院会员，并于2000年成为瑞典皇家科学院外籍会员。2010年他被授予斯蒂尔奖终身成就奖，2012年成为美国数学学会会士。